# Anomala rufiventris
Anomala rufiventris är en skalbaggsart som beskrevs av Vincenz Kollar och Ludwig Redtenbacher 1848. Anomala rufiventris ingår i släktet Anomala och familjen Rutelidae. Inga underarter finns listade i Catalogue of Life.